# Pou Vell (Ribera d'Ondara)
Pou Vell és una obra al terme municipal de Ribera d'Ondara (Segarra) inclosa a l'Inventari del Patrimoni Arquitectònic de Catalunya.
Construcció aïllada situada dins d'un conreu cerealístic, vora la carretera d'accés al nucli urbà de Sant Antolí i Vilanova per l'antiga N II en direcció a Cervera. Aquest pou és de planta rodona però d'estructura exterior amb tendència en forma rectangular, i que presenta, a la façana principal, una petita obertura inferior tancada amb una porta de ferro i per sobre d'aquest, una fornícula sense cap imatge. Un ràfec de llosa ressegueix tot el perímetre extern del mur i per sobre se situa una coberta de cúpula obrada amb pedra seca. Els murs d'aquest pou estan realitzats amb pedres irregulars, lligades amb fang i falcades amb petits fragments de pedra desbastada, amb tot, tot el contorn de la seva porta de ferro es presenta arrebossat amb ciment.